# Синявка (притока Жирака)
Синявка (рос. Синявка) — річка в Україні у Кременецькому районі Тернопільської області. Ліва притока річки Жирака (басейн Прип'яті).

## Опис
Довжина річки приблизно 10,10 км, найкоротша відстань між витоком і гирлом — 7,877 км, коефіцієнт звивистості річки — 1,28 . Формується багатьма безіменними струмками та загатами.

## Розташування
Бере початок на південно-західній околиці села Синівці. Тече переважно на північний схід і на південно-західлній околиці міста Ланівці впадає у річку Жирак, праву притоку Горині.

## Цікавий факт
- Біля витоку річки у селі Синівці на північно-західній стороні на відстані приблизно 4,42 км пролягає автошлях Т 2009[2] (автомобільний шлях територіального значення в Тернопільській області. Проходить територією Кременецького району через Вишнівець — Ланівці).